# Jasan u Krombergerova pavilonu
Jasan u Kronbergerova pavilonu byl památný strom nacházející se ve městě Písek. Rostl se na místě starého hradebního příkopu v Komenského ulici. Zasazen byl někdy kolem roku 1840 a jeho mladý kmínek byl protažen úzkým otvorem v kamenné desce lavičky, která se kolem stromu nachází.
Výška stromu byla 20 m a obvod kmene činil 290 cm.
Během let kmen stromu neustále zesiloval, což vedlo ke zvětšování otvoru v kamenné desce. Otvor byl dvakrát zvětšen, až se s dalším zvětšováním nepokračovalo, což mělo za následek, že kmen postupně zarostl do kamenné desky. V Písku pak vznikla pověst, že až kamenná deska vlivem zvětšujícího se tlaku stromu praskne, bude konec města Písek.
Strom měl být několikrát poražen, když se zdálo, že je již na pokraji svých sil, ale vždy opět znovu ožil. Z důvodu silně narušené stability stromu a špatného zdravotního stavu byla 14. ledna 2020 ochrana památného stromu zrušena.

## Galerie

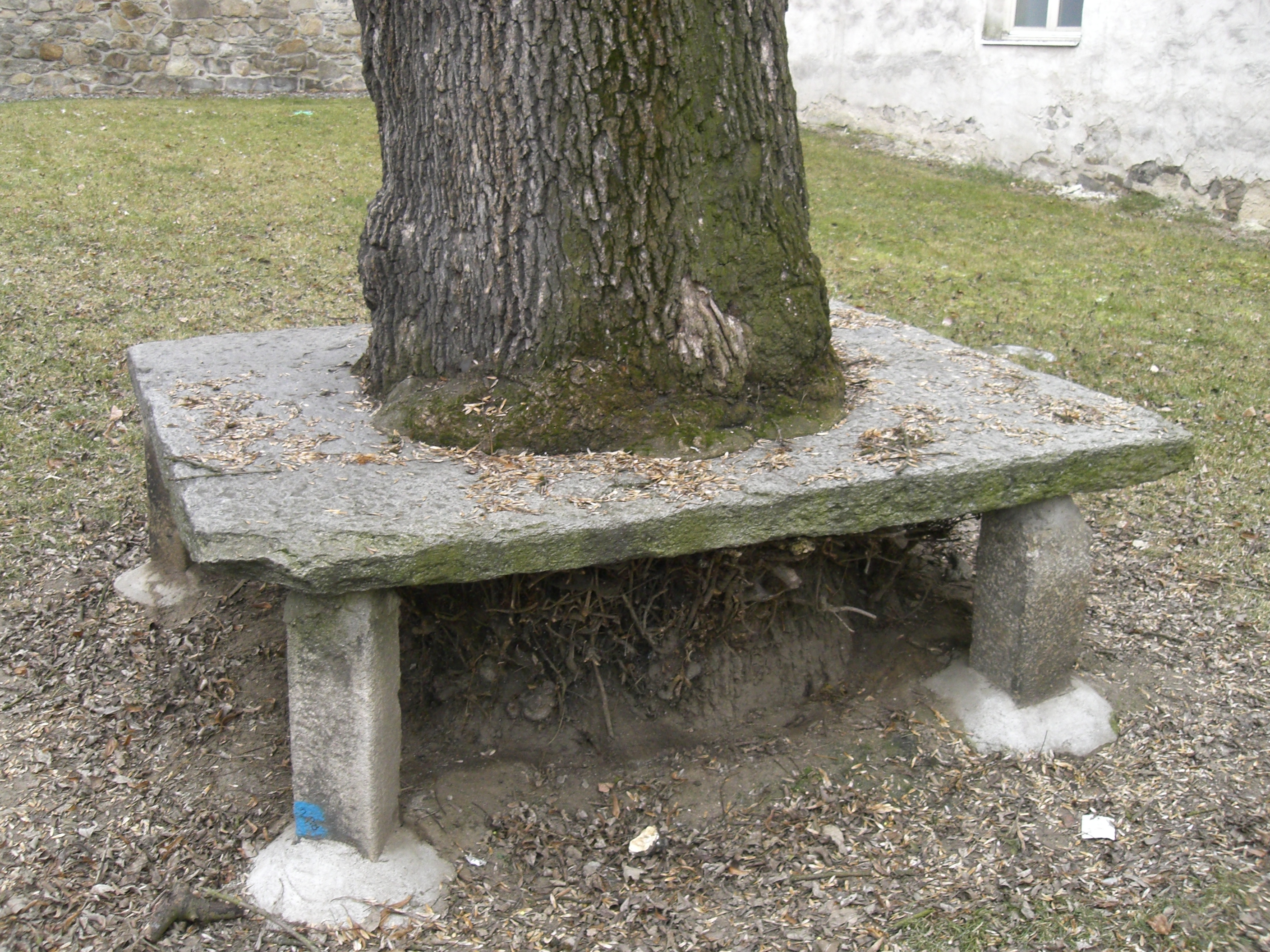
Jasan ztepilý v Komenského ulici - detail lavičky
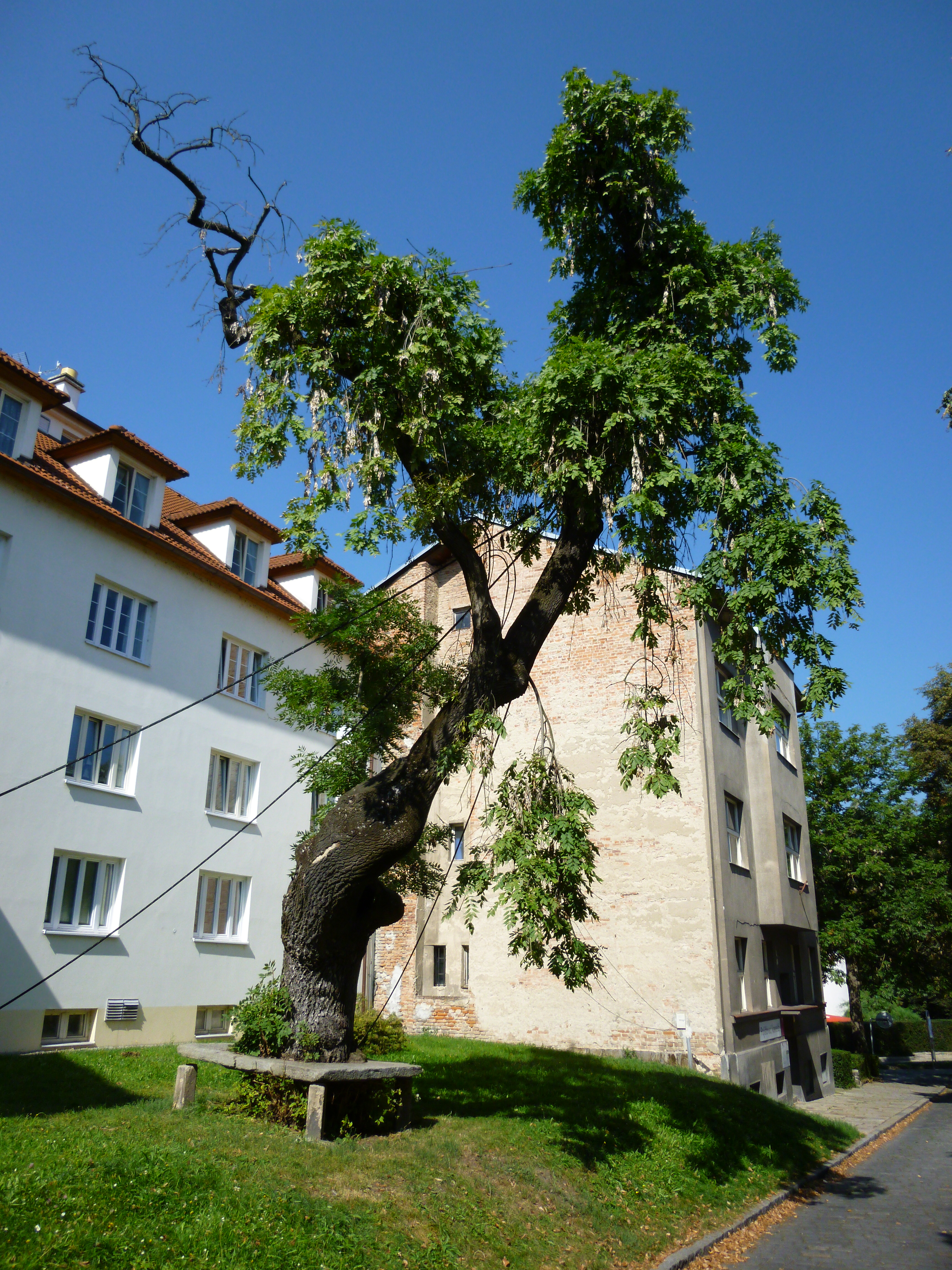
Jasan ztepilý v Komenského ulici
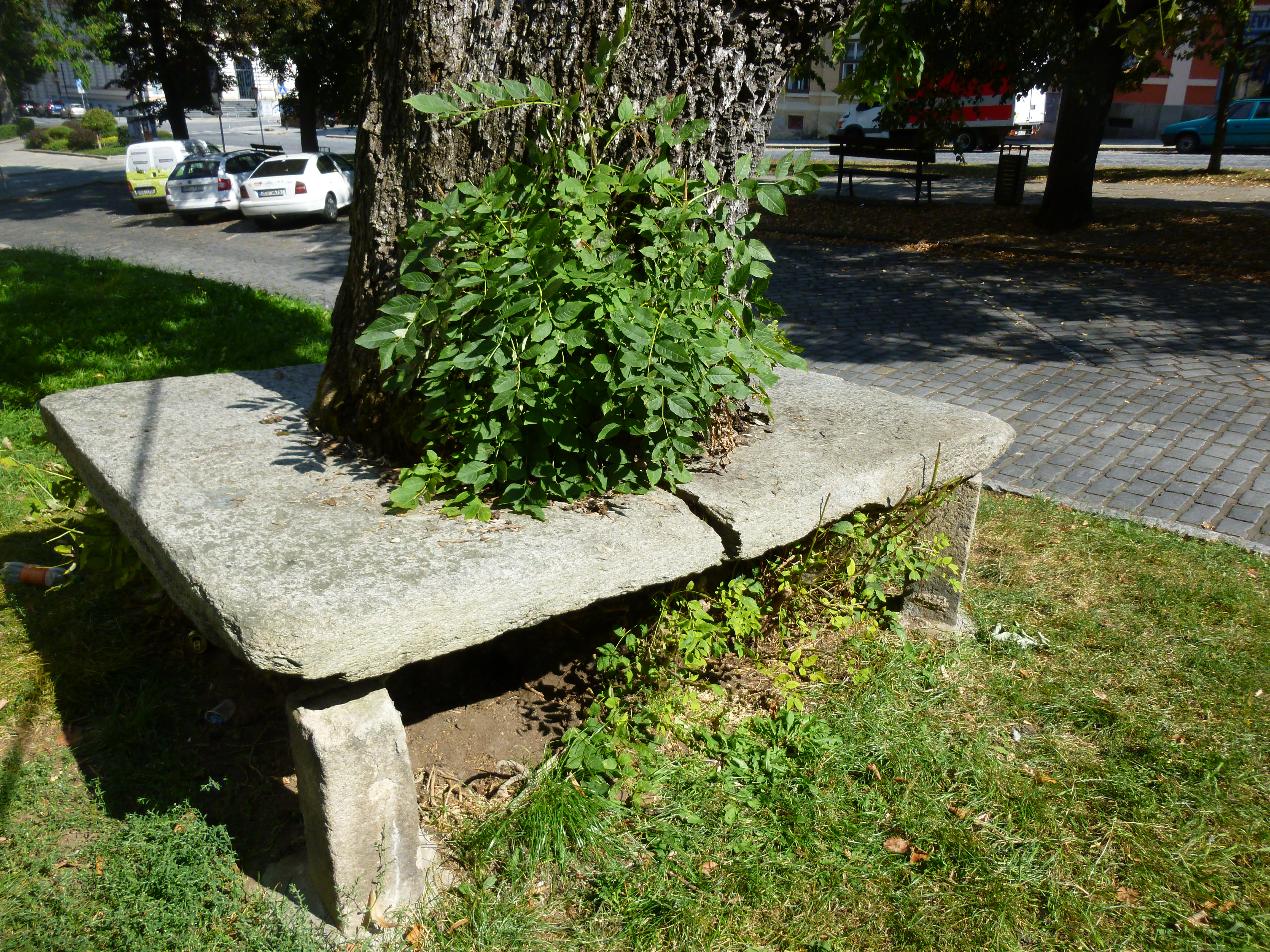
Jasan ztepilý v Komenského ulici - kamenná lavička
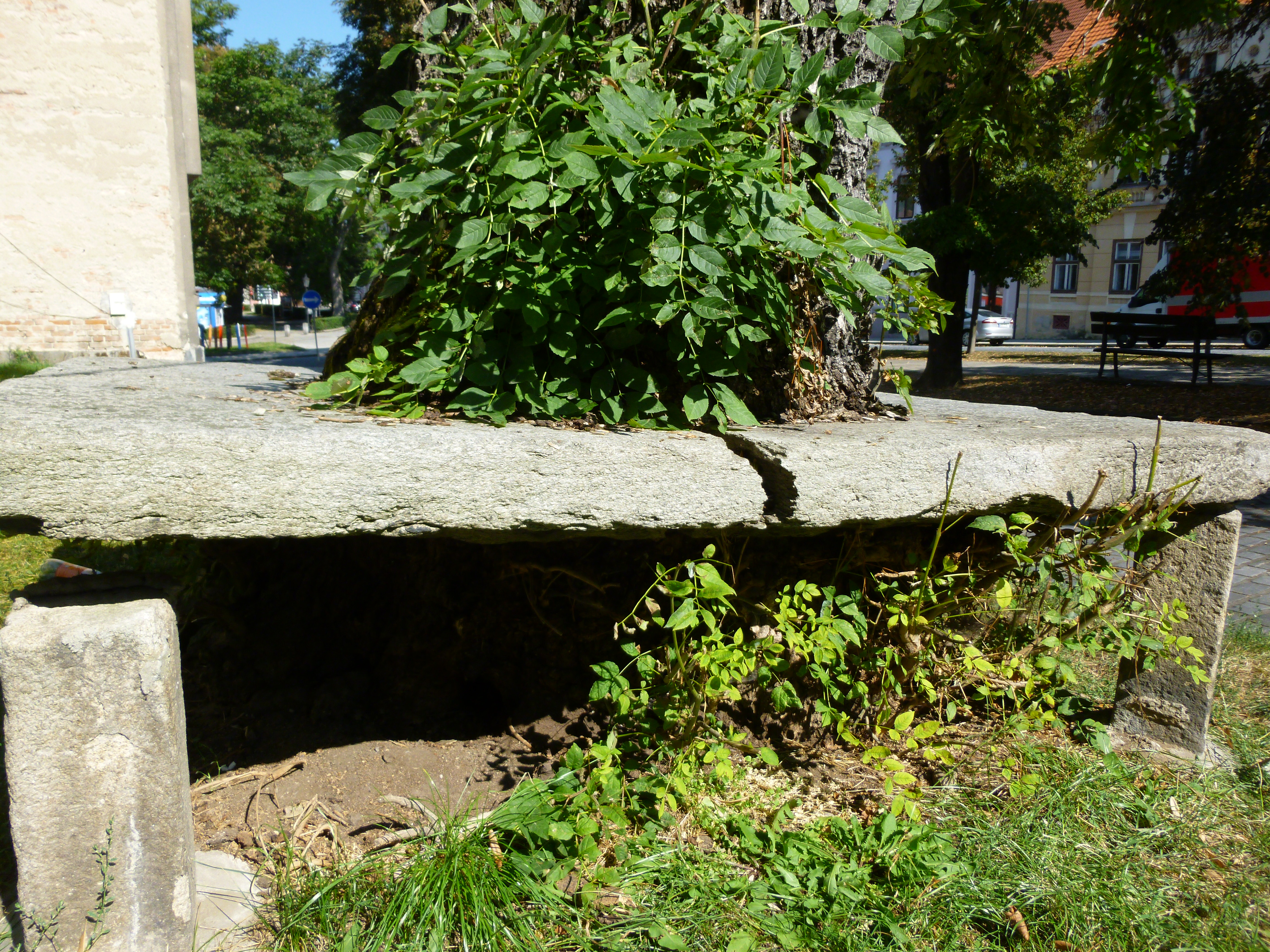
Jasan ztepilý v Komenského ulici - detail kamenné lavičky